# 梅泰語運動

以梅泰文書寫的「Meitei Lon」（意為「梅泰語」）

梅泰語運動，又稱曼尼普爾語運動，是指由文學、政治及社會協會（social association），以及組織開展的任何語言運動，主張在各種關鍵、歧視性和不利的環境下改變或發展梅泰语（官方稱為曼尼普尔语，下同）。
在梅泰語的歷史上，曾發生過4場語言運動。

## 表列語言運動
1950年，印度政府將14種印度語言納入官方認可的「表列語言」（scheduled language）類別，但梅泰语未被納入其中。來自印度东北部（尤其是曼尼普尔邦、阿萨姆邦及特里普拉邦）的文學、政治及社會協會和組織（尤以曼尼普爾語協會及「全曼尼普爾學生聯盟」〔AMSU〕）倡導了一場語言運動，要求當局賦予梅泰语「表列語言」狀態，長達40年。1992年，梅泰语於印度宪法《第71次憲法修正案》（71st Constitutional Amendment Act）中被賦予「表列語言」狀態。每年8月20日是紀念梅泰語獲列入印度憲法第八附表並成為印度官方語言之一的日子，這天被稱為梅泰語日（又稱曼尼普爾語日）。

## 古典語言運動
隨著印度政府引入官方認可的語言精英（linguistic elite）類別「印度古典語言」，孟加拉国、缅甸、印度东北部（主要是阿萨姆邦、曼尼普尔邦及特里普拉邦）多個文學、政治、社會協會及組織，以及知名人士都在倡導梅泰语獲得古典語言地位的社會運動。

## 準官方語言運動
由於阿薩姆邦政府阿薩姆公共服務委員會（APSC）進行的職位招聘中，所有不以阿萨姆语、博多语或孟加拉语三個法定語言（mandatory langauge）中的任意一種語言參加考試的考生均豁免考試，並無任何替代語言的規定（根據《2019年阿薩姆公共服務競爭考試規則（修訂）規則》），一些文學、政治、社會協會及組織，以及不少印度東北部（主要是來自阿萨姆邦、曼尼普尔邦及特里普拉邦）的領袖均主張將梅泰語列為阿薩姆邦政府的準官方语言之社會運動。